# 広島県道・岡山県道105号前原谷仙養線
広島県道・岡山県道105号前原谷仙養線（ひろしまけんどう・おかやまけんどう105ごう まえはらだにせんようせん）は、広島県神石郡神石高原町から岡山県高梁市を経由して、広島県神石郡神石高原町に至る一般県道である。

## 概要
広島県神石郡神石高原町小野から岡山県高梁市を経由して、広島県神石郡神石高原町花済に至る。

### 路線データ
- 起点：広島県神石郡神石高原町小野（広島県道・岡山県道107号奈良備中線交点）
- 終点：広島県神石郡神石高原町花済（岡山県道・広島県道9号芳井油木線交点）
- 総延長：約14.5 km（広島県側約14 km、岡山県側約0.5 km）
- 異常気象時通行規制区間：岡山県道・広島県道106号布賀油木線重用区間（広島県神石郡神石高原町下豊松）を除く全線

## 歴史
- 1965年（昭和40年）3月31日 - 広島県告示第259号により広島県道204号前原谷仙養線として認定される。

前身は広島県道204号・岡山県道255号前原谷芳井線。岡山県道・広島県道9号芳井油木線（当時は岡山県道32号・広島県道3号芳井油木線）に移行しなかった部分をもって成立した。
- 1972年（昭和47年）11月1日 - 都道府県道標識導入に伴う広島県の県道番号再編に伴い広島県道105号前原谷仙養線に改称する。
- 1974年（昭和49年）6月18日 - 岡山県告示第642号により岡山県側でも認定され、現行の路線名称に変更される。
- 2004年（平成16年）
  - 10月1日 - 沿線に存在した岡山県川上郡備中町が高梁市、川上郡川上町・成羽町・上房郡有漢町と合併して改めて発足した高梁市の一部になる。
  - 11月5日 - 広島県神石郡の全4町村（三和町・神石町・油木町・豊松村）が合併して広島県神石郡神石高原町が発足したことに伴い起終点の地名表記が変更される。

## 路線状況
路線名称に用いられている前原谷は広島県神石高原町小野の小字だが現在の地図では見当たらない。一方の仙養は1897年（明治30年） - 1956年（昭和31年）に存在した広島県神石郡の村の名称である。上野・李・近田・花済各村の統合で発足した村であるため広島県神石郡油木町→広島県神石郡神石高原町の大字としては残らなかったが、仙養山や仙養ヶ原にその名前を残している。
全線にわたって狭い山道になっており、大型車の通行は困難である。
なぜ岡山県・広島県で同時に認定しなかったのかは定かではない。当然のことながら岡山県では1974年（昭和49年）まで存在しない路線とされていた。
福山市明神町2丁目・明神町交差点（起点） - 庄原市東城町川西・友末交差点間で国道182号と重用している国道314号の起点を福山市から笠岡市に変更し、本路線および岡山県道・広島県道9号芳井油木線と岡山県道34号笠岡井原線を国道に昇格させることを望む声が沿線住民から出ており、岡山県HPの「マルチメディア目安箱」にもそのような内容の投書が寄せられているが、いまだに実現に至っていない。

### 重複区間
- 岡山県道・広島県道106号布賀油木線（広島県神石郡神石高原町下豊松）

### 並行する旧街道
- 東城往来雲州街道

（出雲大社‐東城‐豊松‐高山市‐七日市‐笠岡ルート）

## 地理

### 通過する自治体
- 広島県
  - 神石郡神石高原町
- 岡山県
  - 高梁市
- 広島県
  - 神石郡神石高原町

### 交差する道路
| 交差する道路                                   | 交差する場所 | 交差する場所 |
| ---------------------------------------------- | ------------ | ------------ |
| 広島県道・岡山県道107号奈良備中線              | 小野         | 起点         |
| 岡山県道・広島県道106号布賀油木線 重複区間起点 | 下豊松       |              |
| 岡山県道・広島県道106号布賀油木線 重複区間終点 | 下豊松       |              |
| 岡山県道・広島県道9号芳井油木線                | 花済         | 終点         |

### 沿線
- 備中湖（新成羽川ダム）
- 神石高原町役場豊松支所
- 神石高原町立豊松小学校
- 幸運仏
- 水仙公園